# Тиллабоев, Шохид Гаппаржанович
Шохид Тиллабоев (узб. Shohid Tillaboev Gapparjanovich,  род. 12 июля  1983 года, Фергана, УзССР) - узбекский спортивный руководитель, член IBA (Международная ассоциация бокса) и ASBC (Азиатской конфедерации бокса). С августа 2022 года был избран Генеральным секретарем Федерации бокса Узбекистана.

## Биография
Тиллабоeв родился 12 июля 1983 года в Фергане. В 2006 лет окончил Ташкентский государственный технический университет и в 2012 лет - Узбекский государственный университет мировых языков.

#### Карьера
Он начал свою карьеру в футбольном клубе в качестве директора ФК "Истиклол". В 2014-2018 годах работал в Национальном олимпийском комитете Узбекистана начальником отдела международных связей. Он начал работать в Федерации бокса Узбекистана в 2019 году в отделе международных отношений, с января по ноябрь 2022 года был исполнительным директором, в 2022 году был избран Генеральным секретарем Федерации бокса Узбекистана. Тиллабоев также является участником соревнований ASBC и IBA, он был председателем организационного комитета чемпионата мира по боксу среди мужчин IBA 2023 года, который проходил в Ташкенте, Узбекистан, с рекордным количеством участников из 105 стран.

## Награды и звания
В 2024 году согласно Указу Президента Республики Узбекистан Шохид Тиллабоев награждён орденом "Дўстлик"